# Computacenter
Computacenter ist ein britischer Dienstleister für Informationstechnologie mit Sitz in Hatfield. Im Jahr 2022 erwirtschaftete Computacenter mit weltweit 20.000 Mitarbeitern einen Umsatz von rund 6,471 Milliarden Britischen Pfund.
Die deutsche Computacenter AG & Co. OHG mit Sitz in Kerpen beschäftigte 2022 7.000 Mitarbeiter an bundesweit 24 Standorten. Der 2022 in Deutschland erwirtschaftete Umsatz betrug rund 2,159 Milliarden Euro. Computacenter Deutschland entstand Anfang 2003 durch den Verkauf des Unternehmens CompuNet an die englische Computacenter PLC. Um das Jahr 2010 hat sich Computacenter als Outsourcing-Anbieter und vor allem im Client-Betrieb eine führende Rolle erarbeitet.

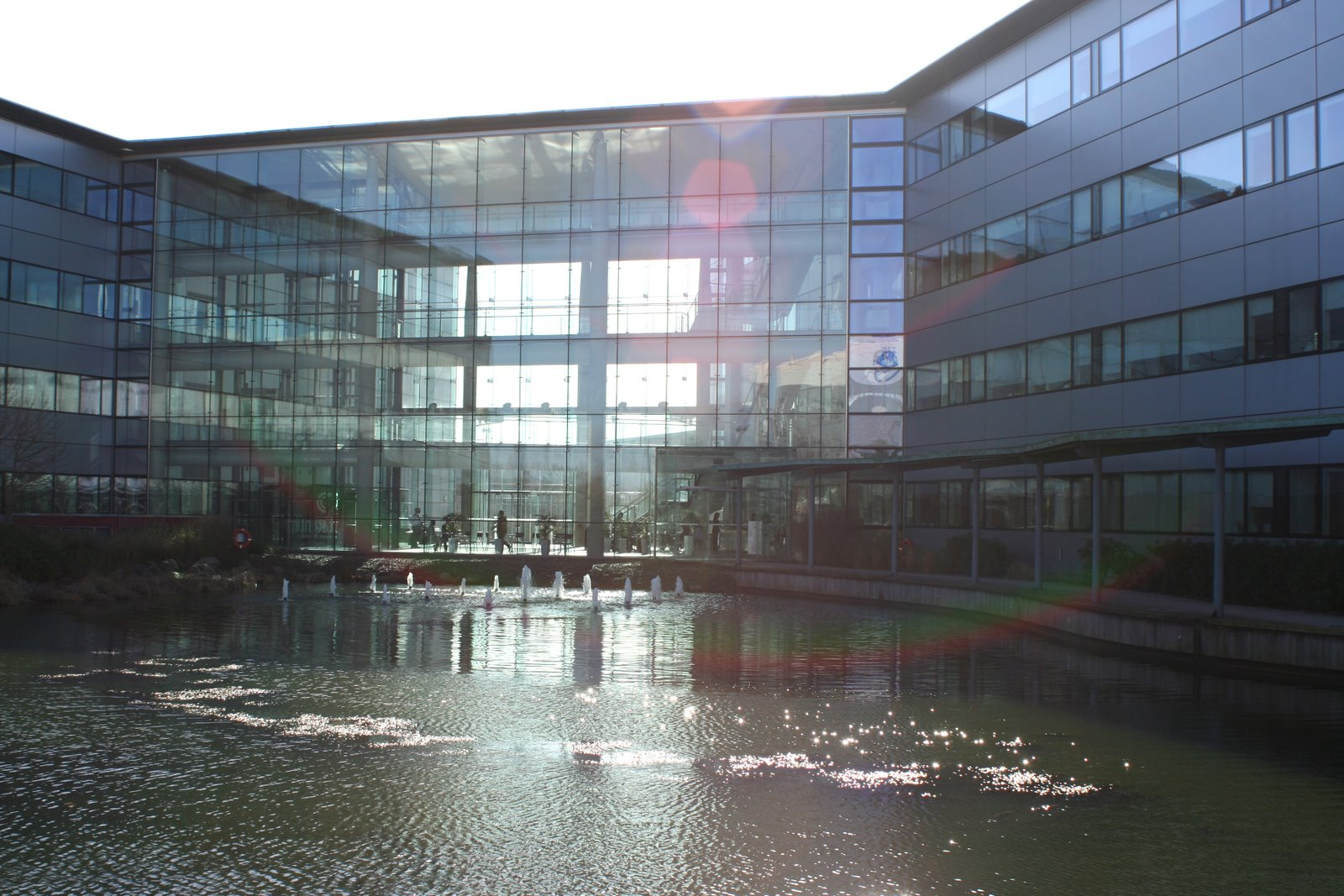
Computacenter Europäisches Hauptquartier in Hatfield

## Geschichte CompuNet
Die CompuNet Computer Vertriebs-GmbH wurde 1984 durch Jost Stollmann gegründet. 1996 kaufte der größte amerikanische Elektrokonzern General Electric das Unternehmen; es trug fortan den Namen GE CompuNet. Ende 2002 wurde es an das britische Unternehmen Computacenter verkauft. Nach einer kurzen Übergangsphase unter dem Namen CC CompuNet wurde die Firma Computacenter auch in Deutschland eingeführt.

## Geschichte Computacenter
1981 gründeten Philip Hulme und Peter Ogden in Großbritannien Computacenter. Ursprünglich sollte das Unternehmen Computercenter heißen. Dies war aber wegen eines bereits vorhandenen Eintrags im Handelsregister nicht möglich. So entstand die ungewöhnliche Schreibweise mit dem Buchstaben a in der Mitte.
1994 war Computacenter das IT-Unternehmen mit den meisten Mitarbeitern in Großbritannien. 1995 erzielte der Konzern mit 1750 Angestellten einen Umsatz von 500 Millionen Pfund. Nach Umwandlung in eine Aktiengesellschaft (Public limited company) werden deren Aktien seit 1998 an der London Stock Exchange gehandelt. Im Jahr darauf eröffnete die erste Auslandsfiliale in Belgien. 2001 erwarb Computacenter mit GE Capital IT Solutions UK & France (GECITS) die britische und französische IT-Services-Sparte von General Electric und verkaufte im Gegenzug die damalige Computacenter Deutschland GmbH an GE CompuNet.
Im Januar 2003 übernahm Computacenter von General Electric wiederum GE CompuNet in Deutschland und GECITS Austria in Österreich und verkaufte letztere 2005 weiter an das österreichische Unternehmen S&T, mit der Computacenter in Mittel- und Osteuropa eng zusammenarbeitet. 2009 übernahm Computacenter von TDMi deren deutsche Tochter becom, um das Angebotsspektrum auf Großrechner auszuweiten. 2010 kaufte Computacenter die französische Top Info und integrierte sie in Computacenter Frankreich. 2011 wurden die schweizerische DAMAX und das Apple-Systemhaus HSD Consult in Deutschland akquiriert.